# Okręg wyborczy Hythe
Okręg wyborczy Hythe powstał w 1366 r. i wysyłał do angielskiej, a następnie brytyjskiej, Izby Gmin dwóch deputowanych. W 1832 r. liczbę mandatów przypadających na okręg zmniejszono do jednego. Okręg obejmował miasto Hythe w hrabstwie Kent. Został zlikwidowany w 1950 r.

## Deputowani do brytyjskiej Izby Gmin z okręgu Hythe

### Deputowani w latach 1366–1660
- 1563–1567: Edward Pelham
- 1571: William Cromer
- 1584: Thomas Bodley
- 1604–1611: Christopher Talderby
- 1604–1611: Norton Knatchbull
- 1614: Lionel Cranfield
- 1621–1622: Peter Heyman
- 1621–1624: Richard Zouch
- 1626: Basil Dixwell
- 1629: Edward Dering
- 1640–1645: John Harvey
- 1640–1653: Henry Heyman
- 1645–1653: Thomas Westrow
- 1659: Robert Hales
- 1659: William Kenrick

### Deputowani w latach 1660–1832
- 1660–1661: Philip Smythe, 2. wicehrabia Strangford
- 1660–1661: Phineas Andrews
- 1661–1679: John Hervey
- 1661–1673: Henry Wood
- 1673–1679: Loeline Jenkins
- 1679–1685: Edward Dering
- 1679–1679: Julius Deedes
- 1679–1685: Edward Hales
- 1685–1689: Heneage Finch
- 1685–1685: Julius Deedes
- 1685–1689: William Shaw
- 1689–1690: Edward Hales
- 1689–1690: Julius Deedes
- 1690–1708: Philip Boteler
- 1690–1695: William Brockman
- 1695–1701: Jacob des Bouverie
- 1701–1710: John Boteler
- 1708–1711: John Fane
- 1710–1711: Richard Boyle, 2. wicehrabia Shannon
- 1711–1713: John Boteler
- 1711–1712: William Berners
- 1712–1715: Richard Boyle, 2. wicehrabia Shannon
- 1713–1722: Jacob des Bouverie
- 1715–1728: Samuel Lennard
- 1722–1744: Hercules Baker
- 1728–1766: William Glanville
- 1744–1761: Thomas Hales
- 1761–1768: lord George Sackville
- 1766–1768: William Amherst
- 1768–1774: John Sawbridge
- 1768–1802: William Evelyn
- 1774–1798: Charles Farnaby
- 1798–1802: Charles Marsham
- 1802–1806: Matthew White
- 1802–1810: Thomas Godfrey
- 1806–1807: Charles Marsham, wicehrabia Marsham
- 1807–1812: William Deedes
- 1810–1820: John Perring
- 1812–1818: Matthew White
- 1818–1819: John Bladen Taylor
- 1819–1826: Samuel Jones-Loyd, wigowie
- 1820–1832: Stewart Marjoribanks, wigowie
- 1826–1830: Robert Townsend Farquhar
- 1830–1832: John Loch

### Deputowani w latach 1832–1950
- 1832–1837: Stewart Marjoribanks, wigowie
- 1837–1841: William Elliot-Murray-Kynynmound, wicehrabia Melgund, wigowie
- 1841–1847: Stewart Marjoribanks, wigowie
- 1847–1857: Edward Drake Brockman, wigowie
- 1857–1859: John William Ramsden, wigowie
- 1859–1874: Mayer Amschel de Rothschild, Partia Liberalna
- 1874–1895: Edward Watkin, Partia Liberalna, od 1885 r. niezależny, od 1886 r. Partia Liberalno-Unionistyczna
- 1895–1899: James Bevan Edwards, Partia Konserwatywna
- 1899–1912: Edward Albert Sassoon, Partia Konserwatywna
- 1912–1939: Philip Sassoon, Partia Konserwatywna
- 1939–1945: Rupert Brabner, Partia Konserwatywna
- 1945–1950: Harry Ripley Mackeson, Partia Konserwatywna